# بيورن ساند
بيورن ساند (بالنرويجية البوكمول: Bjørn Sand)‏ هو ممثل نرويجي، ولد في 19 سبتمبر 1928 بأوسلو في النرويج.

## وصلات خارجية
- بيورن ساند على موقع IMDb (الإنجليزية)
- بيورن ساند على موقع ميوزك برينز (الإنجليزية)
- بيورن ساند على موقع قاعدة بيانات الفيلم (الإنجليزية)